# For Monkeys
For Monkeys – trzeci album szwedzkiego punk rockowego zespołu Millencolin. Został wydany 20 maja 1997 roku (zob. 1997 w muzyce).

## Lista utworów
1. "Puzzle" - 2:38
2. "Lozin' Must" - 2:12
3. "Random I Am" - 2:40
4. "Boring Planet" - 2:07
5. "Monkey Boogie" - 2:26
6. "Twenty-Two" - 2:55
7. "Black Gold" - 2:30
8. "Trendy Winds" - 2:45
9. "Otis" - 2:51
10. "Lights Out" - 2:30
11. "Entrance At The Rudebrook" - 2:14
12. "Lowlife" - 2:39

Źródło